# Abraham Rydberg (fartyg)

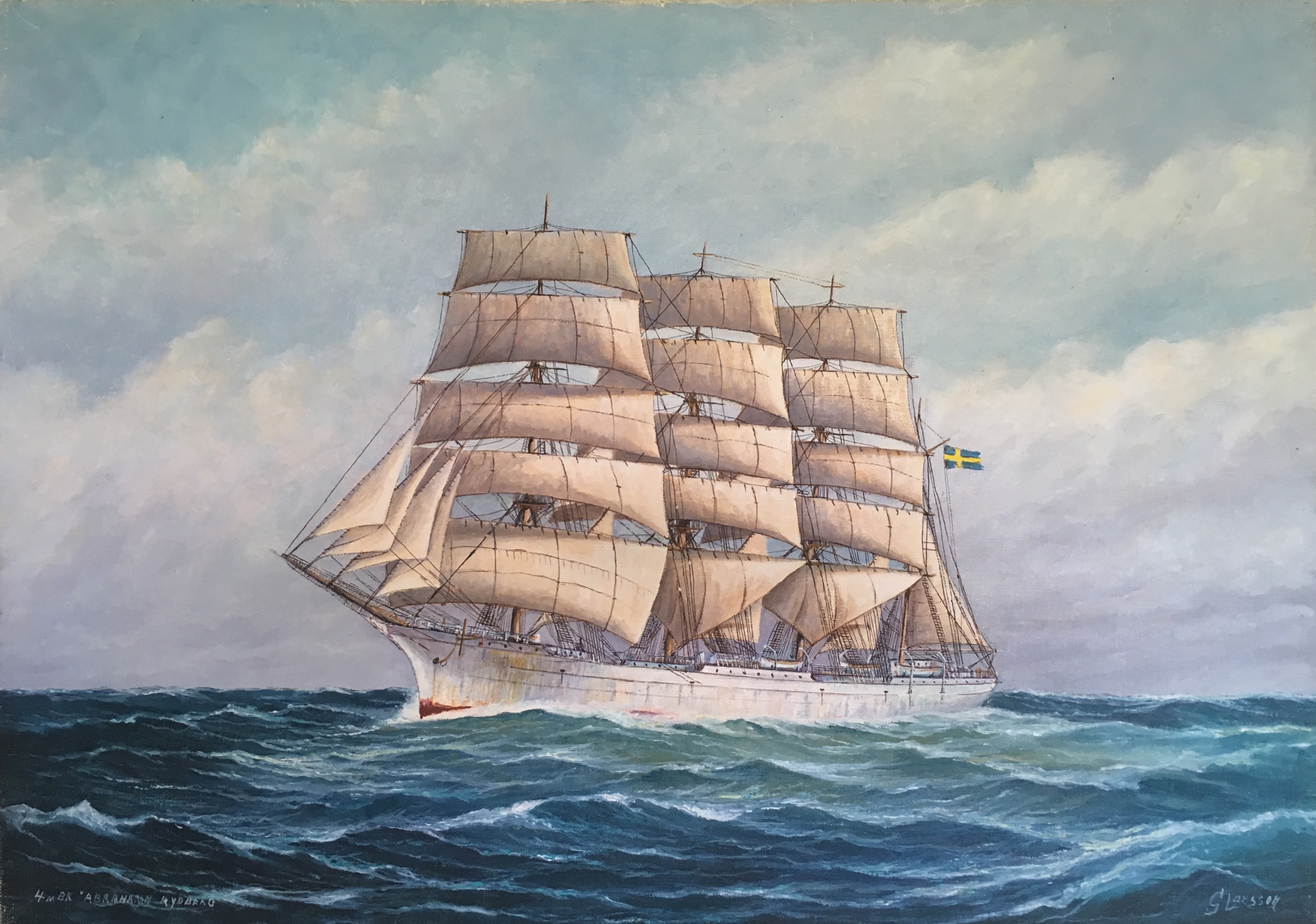
S/V Abraham Rydberg III under segel. Oljemålning på duk av Gunnar Larsson (1907−82).

S/V Abraham Rydberg III var ett stålfartyg, byggt 1892 i Glasgow. Det användes som skolfartyg av Abraham Rydbergs stiftelse från 1929. Fartyget såldes 1942 till ett rederi i Portugal. Det höggs upp i La Spezia 1957.
Fartygets längd var 79,5 meter, bredden 13,2 meter, djupet 7,2 meter, dräktigheten i registerton 2 345 och lastförmågan på 3 300 ton. Fartyget var uppkallat efter Abraham Rydberg (1780−1845).
Driften av fartyget sköttes av Rederiaktiebolaget Sunnan, vilket bildats av Rydbergska stiftelsen för danande av skickliga sjömän. S/V Abraham Rydberg var ett skolfartyg för ynglingar i åldern 15−20 år och med en utbildningstid ombord på 9−10 månader. Att kombinera fraktfart med utbildning var vanligt under denna tid.